# 以色列資訊安全處
以色列資訊安全處（希伯来语：מחלקת ביטחון מידע）是以色列軍事情報局下屬科處，負責防止機密信息未經授權使用。本部門原稱為外勤安保處。
本處從事研究敵人的軍事情報，提供安全簡報，確保機密資料，教學和執法活動相關信息安全。大多數安全漏洞是發生在該地區的互聯網，並確保文件。該處每年吸引約300名新的信息安全軍士。處員服務於以色列國防軍各軍種。